# Порта Сан-Паоло (вокзал)
Рома Порта Сан-Паоло — железнодорожный вокзал в Риме (Италия), расположенный на линии Рим — Лидо с  выходом к станции метро Пирамиде (линия B) и близлежащему вокзалу Остиенсе. Он назван в честь расположенных рядом ворот Сан-Паоло и обладает 6 платформами, кроме того вокзал обладает собственным железнодорожным музеем (Museo ferroviario di Porta San Paolo).

## История
Железная дорога была открыта здесь 30 декабря 1918 года королём Виктором Эммануилом III, но сам вокзал (созданный по проекту архитектора Марчелло Пьячентини) начал строиться только в 1919 году. Он был открыт 10 августа 1924 года в присутствии Бенито Муссолини, вскоре ставшего главой итальянского правительства.